# Station Dębica Towarowa
Station Dębica Towarowa is een spoorwegstation in de Poolse plaats Dębica.